# Sygnał ciągły
Sygnał ciągły – sygnał, który ma ciągłą dziedzinę, to znaczy jest zdefiniowany dla każdej wartości argumentu (najczęściej czasu) w skończonym lub nieskończonym przedziale. 
Modelem deterministycznego sygnału ciągłego jest funkcja określona w danym przedziale argumentu. Uwaga: funkcja ta nie musi być funkcją ciągłą, w szczególności może posiadać nieskończenie wiele punktów nieciągłości.
Przeciwieństwem sygnału ciągłego jest sygnał dyskretny.

## Przykłady
- Przykładem jednowymiarowego sygnału ciągłego jest przebieg zmian napięcia elektrycznego lub natężenia prądu powstały poprzez przetworzenie fali akustycznej na prąd.
- Przykładem dwuwymiarowego sygnału ciągłego jest obraz analogowy zarejestrowany na kliszy fotograficznej, gdzie odcienie szarości lub kolor zdefiniowane są dla każdego punktu na płaszczyźnie w granicach wynikających z rozmiaru kliszy.

## Sygnały wielowymiarowe
Sygnały wielowymiarowe mogą mieć mieszaną ciągłość, to znaczy mogą być ciągłe względem niektórych argumentów, a dyskretne względem innych. Przykładem takiego sygnału jest ruchomy obraz telewizji analogowej, gdzie liniowe skanowanie powierzchni ekranu oraz przesyłanie poklatkowe oznacza ciągłość w kierunku przestrzennym poziomym, a dyskretność w kierunku przestrzennym pionowym oraz czasie.